# Мілейковський Михайло Юлійович
Мілейковський Михайло Юлійович (4 вересня 1952—18 листопада 2021) — кандидат медичних наук, професор, лікар-невропатолог вищої категорії, завідувач Кафедри клінічних
дисциплін та медсестринства Київського Міжнародного Університету, в минулому - завідувач неврологічним відділенням 4-ї Міської клінічної лікарні м. Дніпропетровська.

## Біографія
Народився 4 вересня 1952 року у м. Дніпропетровську, у сім'ї медиків. 1975 року закінчив Дніпропетровський медичний інститут. 1972, 1973, 1974, 1975, 1981, 1990гг. стажувався на кафедрі нервових хвороб 1-го Московського медичного інституту під керівництвом академіка А. М. Вейна.
Після закінчення медінституту з розподілу працював у с. Слов'янка Межевського району Дніпропетровської області завідував неврологічним відділенням Межевської ЦРЛ. Ця робота навчила молодого лікаря дуже важливим для практика-вченого якостям: самостійності, відповідальності та уваги до людей.
Був активним громадським діячем. З 1976 р. комсорг лікарні, член Межівського райкому комсомолу. З 1979 по 1984 роки — член комітету комсомолу медичного інституту, відповідальний за підготовку молодих учених та студентське наукове товариство.
1976 р. — інтернатура на кафедрі нервових хвороб ДМІ під керівництвом професора В. Н. Миртовської.
Працював старшим науковим співробітником, помічником кафедри нервових хвороб ДМА. Багато навчався у найкращих — великих професорів А. М. Вейна (Москва), В. А. Карлова (Москва), Я. Ю. Попелянського (Казань), П. В. Волошина (Харків), Н. С. Мінськ), Г. І. Мчедлішвілі (Тбілісі).
У 1984 році за розробку та впровадження системи профілактики судинних захворювань головного мозку удостоєний «Бронзової медалі ВДНГ СРСР».
1985 року захистив кандидатську дисертацію на тему «Фактори ризику розвитку цереброваскулярної патології в умовах великого промислового центру».
З 2002 року завідувач неврологічним відділенням 4-ї міської клінічної лікарні м. Дніпропетровська. Під керівництвом М. Ю. Мілейківського відділення стало одним із найкращих у Дніпропетровській області.
Неодноразово стажувався в Австрії, Німеччині, Ізраїлі, Росії (Санкт-Петербург, Казань, Москва), Білорусії, Грузії, на кафедрі нервових хвороб ДМА (професор Л. А. Дзяк)
ЛІКАРНЯ МЕЧНИКОВА.

## Наукові роботи
Наукові інтереси: судинні захворювання нервової системи, ураження периферичної нервової системи.
Першу опубліковану наукову роботу написано 1972 року, віком 20 років. Автор понад 150 наукових праць у радянській та українській науковій пресі, в Японії, Німеччині та США. Автор винаходу «Спосіб діагностики стенозу сонних артерій» (авторське свідоцтво 160.8868) та 14 раціоналізаторських пропозицій.

## Нагороди та звання
1975, 1977, 1979 рр - почесні знаки «Молодий гвардієць п'ятирічки» 1, 2 і 3 ступеня
1984 р. - Бронзова медаль ВДНГ СРСР
1985 р. — кандидат медичних наук
1995, 2007, 2013 рр.— Почесні грамоти Дніпропетровського облвиконкому
2010 р. - присуджено вчене звання професора
2014 р. — Ветеран Праці
Захоплення
Неврологія, психологія, класична музика, література.

## Вибрані роботи
- Милейковский М. Ю. Поэтапная помощь больным цереброваскулярной патологии // 7-й всесоюзный съезд невропатологов и психиатров, Москва, 1981 г.
- Милейковский М. Ю. Распространенность НПНКМ у жителей крупного промышленного центра // Эпидемиологические исследования в неврологии и психиатрии, Москва, 1982 г.
- Милейковский М. Ю. Диагностика ранних форм сосудистой патологии мозга. // Ранняя диагностика и лечение нервных заболеваний, Каунас, 1984 г.
- Милейковский М. Ю. Распространенность начальных проявлений недостаточности кровоснабжения мозга. // 5-й всероссийский съезд невропатологов и психиатров, Москва, 1985 г.
- Милейковский М. Ю. Нарушение центральной церебральной гиподинамики и адаптационные реакции у больных // 3-й съезд невропатологов и психиатров Армении, Ереван, Айастан, 1987 г.
- Милейковский М. Ю. Влияние метеорологических факторов на риск развития сосудистых событий
- Милейковский М. Ю. Алкогольная кома и инсульт // Киев. Украинский невропатологический журнал — 2014 — № 3 (28) — С.136
- Милейковский М. Ю. Тревожные расстройства у пациентов в постинсультном периоде // Харьков. Проблемы атеросклероза как системной патологии. — 2014 — С. 98
- Милейковский М. Ю., Hiroko Inaba. Вариабельность «терапевтического окна» и размеры ишемического поражения мозга // Киев. Украинский невропатологический журнал — 2013 — № 3 (28) — С.137
- Милейковский М. Ю. Неврологические аспекты патологии височно-нижнечелюстного сустава // Харьков. Актуальные вопросы современной психиатрии, наркологии и неврологии. — 2014 — С.242 — 243
- Авторское свидетельство № 1608868 «Способ диагностики стеноза сонных артерий» 22.06.1990 г. Госреестр изобретений СССР 1990 г.

1. ↑  Таблиця 2. Зведена інформація про викладачів ОПП (PDF). Архів оригіналу (PDF) за 20 листопада 2021. Процитовано 20 листопада 2021.
2. ↑  Пам'яті Вікторії Миколаївни Миртовської [Архівовано 20 листопада 2021 у Wayback Machine.] // Журнал неврології та психіатрії ім. С.С.Корсакова